# Расстрел лошадей на Алтае
Массовое убийство лошадей на Алтае — убийство 53 лошадей в Алтайском крае между сёлами Солоновка и Камышенка. Мёртвых лошадей нашли 9 января 2022 года. Точную дату отстрела животных выяснить не удалось, известно лишь, что это произошло в период с 1 по 8 января 2022 года.

## Расследование
Возбуждено уголовное дело по статье «Умышленные уничтожение или повреждение чужого имущества». Председатель комитета по аграрной политике алтайского законодательного собрания Сергей Серов заявил, что лошадей расстреляли из мести фермеру. Среди погибших животных большую часть составляли кобылы с жеребятами. Они находились на свободном выпасе, добывая себе пропитание самостоятельно. Табун принадлежал семье Николая Дрокова, который рассказал подробности случившегося.
Мы проверяли их два-три раза в неделю. Собирались поехать на днях с приятелем, но поднялся туман, поэтому отложили выезд. А вечером уже позвонили, сказали, что лошади застрелены. Их загнали в угол и снайперски расстреляли — по два выстрела точно под лопатку, под сердце,
 — описал происходящее на видео хозяин лошадей. Ущерб от преступления составил примерно пять миллионов рублей.
Расследование массового убийства поставил на личный контроль глава алтайской полиции, генерал-лейтенант Андрей Подолян и прокурор Петропавловского района Виталий Лебедкин. Также говорилось о создании специализированной следственно-оперативной группы из сотрудников следкома, уголовного розыска, экспертно-криминалистического центра ГУ МВД, которые должны были заняться расследованием резонансного убийства.
Николай Дроков уже около 15 лет занимается разведением лошадей. Он рассказал, что убийцы намеренно загнали его животных в такое место, откуда они не смогли бы убежать. Не пощадили ни маленьких жеребят, ни беременных кобыл. Дроков сравнил такой жестокий расстрел с преступлениями нацистов.
За свои 57 лет я о таком не слышал и такого не встречал. Ну, бывает, что одну голову застрелили или две, дело случая, но чтобы всех перебить! Скандалов больших у нас не было. Конечно, иногда лошади прорываются на чужие угодья, но быстро угоняем, люди не должны страдать,
 — сказал Николай Дроков.
Летом перемещение лошадей контролирует электропастух — на заградительную проволоку подаются кратковременные импульсы высокого напряжения. Удар током пугает животное и заставляет держаться подальше от опасности. Однако зимой эта система не работает, так как рассчитана на температуру не ниже −10 градусов.
Лошади ходят там, в горах, роют копытом и ищут траву под снегом. Раньше у нас были колхозы, совхозы и скота было очень много. Сегодня нас человек 10 в деревне, объединяемся, вместе выпасаем. Помех никому не создаем, все можно решить,
 — пояснил Николай Дроков.
Его односельчанин Александр тоже отрицает версию, будто лошадей расстреляли из мести за порчу посевов. Все споры решаются лично, никто не стал бы отыгрываться на беззащитных животных, которые приучены к человеку и не боятся его.
Местные жители признались, что подобное происходит в округе не в первый раз, ранее застрелили ещё семь животных.
Как рассказали в правоохранительных органах, жители села Петропавловского катались по горам на снегоходах и увидели на поле убитых лошадей, после чего обратились в МВД. Всего у хозяина 68 голов, но на поле насчитали лишь 53 из них с ранениями в области лопатки — целились в сердце. При этом на месте не было гильз, но, судя по изъятым из животных пулям, по предварительным данным, стреляли из «мелкокалиберной винтовки».
По словам фермера, для убийства беззащитных животных стрелки подобрали специальное горное место, со всех сторон окружённое обрывами. Лошади оказались загнаны в угол. Шансов на спасение не было.
«Мне деньги не нужны. Просто интересно найти и глянуть в его бессовестные глаза. Одну-две стрельнули — такое было, но чтобы весь табун перебить… Это мог сделать только психически ненормальный человек»,
 — уверен фермер.
Сам владелец табуна сообщил правоохранителям, что он ещё до новогодних праздников ездил и пересчитывал лошадей, но в эту неделю почему-то не проведал. По его словам, особо ни с кем из местных не конфликтовал, однако мужчина упомянул, что была ссора с жителем села Алексеевка по поводу земель, где пасутся лошади.